# Слобідсько-Кульчієвецька сільська територіальна громада
Слобідсько-Кульчієвецька сільська громада — територіальна громада України, в Кам'янець-Подільському районі Хмельницької області. Адміністративний центр — село Слобідка-Кульчієвецька.
Площа громади — 147,6 км², населення — 7003 мешканці (2018).
Утворена 14 серпня 2017 року шляхом об'єднання Врубловецької, Слобідсько-Кульчієвецької та Устянської сільських рад Кам'янець-Подільського району.

## Герб
Затверджений 20 лютого 2020 року рішенням сесії сільської ради.
У верхніх кутах червоного, мурованого чорним щита з вигнутою базою, вищерблено перетятою зеленим і лазуровим, зліва золоте сонце без зображення обличчя, з такими ж променями, прямими і полум'яподібними поперемінно, праворуч — золота фігура Святого Юрія-Змієборця вліво, який вражає списом золотого змія.

## Населені пункти
До складу громади входять 23 села: Баговиця, Боришківці, Велика Слобідка, Врублівці, Зубрівка, Калиня, Кам'янка, Княжпіль, Кульчіївці, Мала Слобідка, Мукша Китайгородська, Оленівка, Панівці, Слобідка-Кульчієвецька, Станіславівка, Суржинці, Тарасівка, Устя, Фурманівка, Цвіклівці Другі, Цибулівка, Шутнівці та Яруга.